# 雅格諾比人
雅格諾比人（Yaghnobi people）是伊朗東部的一個民族，居住在塔吉克斯坦。儘管他們被認為是塔吉克人的一部份，但他們與其它塔吉克人的區別在於他們使用伊朗東部語言雅格諾比語。

## 歷史

### 古代
他們的傳統職業是農業，種植大麥、小麥和豆類等農產品，以及飼養牛、公牛和驢子。有一些傳統手工藝，例如編織，大多是由男性完成的。女人們正在製作陶器模具。
雅格諾比人起源於粟特人，粟特人是該地區的主要民族，直到公元八世紀穆斯林征服粟特後才被擊敗。在那個時期，雅格諾比人定居在高山谷。

### 二十世紀前
古代粟特人為躲避中世紀阿拉伯哈里發的統治而逃到雅格諾布山谷。他們的直系後裔雅格諾比人一直在那裡與世隔絕地過著平靜的生活，直到十九世紀到1920年代。

### 二十世紀
直到二十世紀，雅格諾比人仍然維持著自然經濟。有些人仍然是這樣，因為他們最初居住的地區仍然遠離道路和輸電線。1930年代大清洗期間，雅格諾比人首次與蘇聯接觸，導致許多雅格諾比人被流放，但也許最痛苦的事件是1957年和1970年的強制重新安置，他們從雅格諾布山區遷移到塔吉克斯坦的半沙漠低地。
自1983年起，越來越多的家庭開始返回雅格諾布山谷。留在平原上的大多數人傾向於與塔吉克人同化，因為他們的孩子在學校學習塔吉克語。返鄉人員依靠自然經濟維持生活，大多數人仍然沒有道路和電力。

### 二十一世紀
雅格諾布山谷由大約十個定居點組成，每個定居點有三到八個家庭。其它地方還有其它小型定居點。雅格諾布河上游河谷一直受到一道幾乎無法穿越的峽谷的保護，直到最近。他們也住在阿姆河、雅格諾布河、雅格諾布山谷、瓦爾佐布河和安佐布鎮及其周邊地區。

## 宗教
雅格諾比人是遜尼派穆斯林。前伊斯蘭教伊朗宗教瑣羅亞斯德教的許多元素仍然保留。